# Egbert Reimsfeld
Egbert Maximilian Johannes Karl Reimsfeld (* 2. März 1890 in Berlin; † 15. Mai 1952 ebenda) war ein deutscher Ruderer.

## Biografie
Egbert Reimsfeld nahm bei den Olympischen Sommerspielen 1912 in Stockholm mit seinem Verein dem Berliner RC Sport-Borussia in der Achter-Regatta teil. Jedoch konnte das Boot den Finallauf nicht erreichen.